# Николо-Молокша
Николо-Молокша — село Большесельского района Ярославской области, входит в состав Большесельского сельского поселения.

## География
Расположено на берегу реки Молокша в 24 км на юг от райцентра Большого Села.

## История
Каменная Церковь в честь Усекновения Главы св. Иоанна Предтечи в селе Никольском на Молокше построена в 1793 году на средства прихожан, летняя и зимняя вместе. Престолов в ней было три: в летней - в честь Усекновения Главы св. Иоанна Предтечи, в зимней - во имя св. Николая чуд. и во имя св. Тихона, Амафунтского чуд. Церковь  . 
В конце XIX — начале XX село входило в состав Клементьевской волости Угличского уезда Ярославской губернии. 
С 1929 года село входило в состав Косораменского сельсовета Угличского района, с 1935 года — в составе Большесельского района, с 1954 года — в составе Высоковского сельсовета, с 2005 года — в составе Большесельского сельского поселения.

## Население
| 1859 | 2007 | 2010 |
| ---- | ---- | ---- |
| 24   | ↘0   | →0   |

## Достопримечательности
В селе расположена недействующая Церковь Усекновения главы Иоанна Предтечи (1793).